# Idiostrangalia shirakii
Idiostrangalia shirakii är en skalbaggsart som först beskrevs av Koichi Tamanuki och Mitono 1939.  Idiostrangalia shirakii ingår i släktet Idiostrangalia och familjen långhorningar.
Artens utbredningsområde är Taiwan. Inga underarter finns listade i Catalogue of Life.